# توم كوكس (لاعب اتحاد الرغبي)
توم كوكس (بالإنجليزية: Tom Cox)‏ هو لاعب اتحاد الرغبي أسترالي، ولد في 4 أكتوبر 1988 في صن شاين كوست في أستراليا.

## وصلات خارجية
- توم كوكس على موقع ItsRugby.co.uk (الإنجليزية)